# Juan Miguel Sucunza Nicasio
Juan Miguel Sucunza Nicasio (Pamplona, 8 de junio de 1960) es un empresario español. Fue presidente de la Confederación Empresarial Navarra (CEN) (2020-2024).

## Biografía

### Formación y trayectoria profesional
Realizó la carrera de Ingeniería industrial en la Escuela Superior de Ingenieros de Tecnun (Universidad de Navarra) en San Sebastián. Prosiguió su formación en el IESE Business School a través de un Programa de Dirección General (PDG), y en Harvard Business School, Credit Bureau of Canadá (Toronto) y Deusto Business School (San Sebastián).
En 1985 inició su trayectoria empresarial a través de la empresa Materiales de Fricción SAE, continuándola en 1990 como director general de Icer Brakes SA. En 2000 fue nombrado Consejero Delegado del Grupo Berkelium. Además, Sucunza ha sido: Presidente de Icer Rail SL -del grupo JV con Knorr Bremse AG-, Presidente del Grupo Azkoyen y del Consejo de Supervisión de Primion Technology AG., Consejero de la Sociedad de Desarrollo de Navarra (SODENA), Presidente de la patronal europea Federation of European Manufacturers of Friction Materials (FEMFM), Miembro del Consejo Asesor de CaixaBank en Navarra y miembro de la Junta territorial del IESE.

### Presidente de la Confederación Empresarial Navarra (CEN)
El 22 de mayo de 2020 tomó posesión del cargo de presidente de la Confederación Empresarial Navarra.
Está casado con Beatriz Guibert Guibert. El matrimonio tiene cuatro hijos: Gonzalo, Diego, Nicolás y Juan.

## Premios
- Premio Empresario del Año (2016), otorgado por la revista Negocios en Navarra, en colaboración con la Confederación Empresarial Navarra (CEN).[7]
- Premio SER Navarra (2020) a la Trayectoria Profesional.[8]

- FORBES Mejores CEOs España 2016[9]